# Dante Brogno
Dante Brogno (Charleroi, 2 mei 1966) is een Belgisch voetbaltrainer en ex-voetballer van Italiaanse komaf. Hij is de broer van Toni Brogno en de vader van Loris Brogno.

## Spelerscarrière
Brogno genoot zijn jeugdopleiding bij Pavillon Montagnard en Association Marchiennoise des Sports. In 1984 stroomde hij door naar het eerste elftal van de toenmalige provincialer. Na twee seizoenen plukte Sporting Charleroi hem er weg. Brogno werd een clublegende in het Stade du Pays de Charleroi: hij speelde er 15 seizoenen en maakte in 389 wedstrijden 108 doelpunten. Brogno stopte met professioneel voetbal na afloop van het seizoen 2000–2001. Charleroi heeft zijn rugnummer 11 aan hem opgedragen, geen enkele speler mag dat nummer nog dragen sinds de zomer van 2001.
Op 11 oktober 1997 zat Brogno tijdens de WK-kwalificatiewedstrijd tegen Wales op de bank. Hij kwam echter niet in actie, waardoor zijn aantal caps op nul bleef staan.

## Trainerscarrière
Na het beëindigen van zijn spelerscarrière werd Brogno assistent-trainer bij zijn ex-club Charleroi. Na het ontslag van Etienne Delangre in november 2002 nam hij over als hoofdtrainer, om na de komst van Robert Waseige in oktober 2003 weer assistent te worden.
In juni 2009 werd Brogno de nieuwe hoofdtrainer van Olympic Charleroi in Derde klasse. Na één seizoen stapte hij over naar reeksgenoot Union Sint-Gillis, dat hij in februari 2012 inruilde voor tweedeklasser AFC Tubize. Brogno slaagde er niet in om Tubeke weer naar Eerste klasse te loodsen en vertrok in oktober 2014 bij de Waals-Brabantse club.
Op 21 oktober 2015 werd Brogno de nieuwe trainer van UR La Louvière Centre. Daar werd hij op 11 april 2016 ontslagen toen het na zes wedstrijden op rij zonder overwinning quasi zeker was dat de club niet zou promoveren. Met zijn volgende club RFC Liège slaagde hij daar wél in: in zijn tweede seizoen won Brogno de eindronde in Tweede klasse amateurs met de traditieclub, waardoor de vijfvoudige landskampioen in het seizoen 2018/19 uitkwam in Eerste klasse amateurs. Na het eerste seizoen in Eerste amateurs, waarin de Luikenaars zesde eindigden, werd het contract van Brogno niet verlengd.
Enkele weken na zijn vertrek bij RFC Liège werd Brogno de nieuwe trainer van Francs Borains. Toen de competitie in Tweede klasse amateurs in maart 2020 werd stilgelegd vanwege de COVID-19-pandemie stond de club eerste, waarop het mocht promoveren naar Eerste klasse amateurs.